# Uli Emanuele
Uli Emanuele (Bolzano, 23 ottobre 1985 – Lauterbrunnen, 17 agosto 2016) è stato un paracadutista e base jumper italiano.

## Biografia
Nato a Bolzano, ma cresciuto nella vicina Pineta, frazione di Laives, incominciò col paracadutismo all'età di 16 anni, sulle orme del padre.
In seguito passò al BASE jumping e all'uso della tuta alare, affermandosi come uno dei migliori interpreti della specialità, e riuscendo a diventare professionista.
Dopo aver preso parte ad alcuni campionati di base jumping (vincendo nel 2010 in Spagna), si specializzò nell'aprire nuovi salti, filmando i voli e pubblicando i video su Internet. Tra i salti più noti, e che gli avevano dato maggiore visibilità e notorietà, quello attraverso una fessura nella roccia larga meno di tre metri, nelle Alpi Svizzere, e quello, realizzato nei pressi di Salorno, attraverso un cerchio di fuoco.
Morì il 17 agosto 2016 in un lancio dalle pareti rocciose nei pressi di Lauterbrunnen, dove l'atleta aveva vissuto prima di diventare professionista per poter saltare più spesso. Per conto di uno dei suoi sponsor, GoPro, doveva filmare il lancio della modella ed esperta paracadutista Roberta Mancino, ma, dopo una virata a destra, prese ad avvitarsi, schiantandosi poi contro le rocce.